# Reitzer Béla
Reitzer Béla (Szeged, 1911. december 5. – Szovjetunió, Sepetovka, 1942. december 15.) jogász, szociológus, szociálpolitikus, szociográfus.
Ígéretes szociológiai írónak indult, pályája fiatalon megszakadt. Bibó István egyik legjobb barátja volt a szegedi piarista gimnáziumban és a Ferenc József Tudományegyetem jogtudományi karán.
A 101/28. munkaszolgálatos század tagjaként halt meg Ukrajnában.

## Életpályája
Reitzer Mihály (1878–1958) magánhivatalnok, könyvelő és Harczos Melánia (1887–1976) fiaként született zsidó polgári családban. Középiskolai tanulmányait a Szegedi Városi Római Katolikus Dugonics András Főgimnáziumban végezte (1921–1929). 1929 és 1935 között a szegedi Ferenc József Tudományegyetem Jog- és Államtudományi Karán tanult. Áthallgató tanuló volt, a jogi kari stúdiumok mellett a bölcsészettudományi karon görög irodalmi, filozófiai, pedagógiai és lélektani tanulmányokat folytatott. 1930-ban részt vett a Szegedi Fiatalok Művészeti kollégiumának megalakításában, Buday Györggyel, Erdei Ferenccel, Tomori Violával került közeli barátságba. Szervezői és nevelői feladatokat látott el a szegedi munkásotthonban. Munkásságára az angol settlement mozgalom volt hatással, mely a külvárosi nyomornegyedekben szociális központokat működtetett.
Szegeden, 1935-ben jelent meg A proletárnevelés kérdéséhez : nevelésszociológiai bírálat című könyve, melyhez Várkonyi Hildebrand Dezső írta az előszót, s Tomori Viola ismertette a Bartók György által alapított és szerkesztett Szellem és Élet c. általános tudományos folyóiratban. A mű Imre Sándor és Várkonyi Hildebrand Dezső doktori iskolájában készült.
Budapesten kapott munkát, a Kereskedelmi és Iparkamara fogalmazója lett 1935-ben, de továbbra is tartotta a kapcsolatot fiatal szegedi barátaival. 1936 májusában Buday Györggyel, Hont Ferenccel Tolnai Gáborral, Tomori Violával és Radnóti Miklóssal együtt részt vett a Színháztudományi és Színpadművészeti Társaság megalakításában.
1940-ben Rostás Ilona társszerzővel megírta Ezer munkás a szabad időről c. tanulmányát, mely a Munkaügyi Szemlében jelent meg. E mű a hazai szociológiai irodalom egyik úttörő vállalkozása.
Fordítói tevékenysége is figyelemre méltó. A második világháború kitörésekor Svájcban tartózkodott, hazajött, s 1941-ben behívták munkaszolgálatra, 1942-ben a Don-kanyar közelében veszett nyoma, halálának hónapja, napja nem ismeretes.

## Művei (válogatás)

### Jogi, szociológiai írások
- Tulajdonszerzés végetti megtámadás; Grill, Bp., 1932
- A proletárnevelés kérdéséhez. Nevelésszociológiai bírálat. Szeged, Szegedi Fiatalok Művészeti Kollégiuma, 1935. p. 103
- Szociálpolitika a felfegyverkezés és a háború között. Budapest, 1939. pp. 962–971. p. Klny. a Közgazdasági Szemléből.
- Ezer munkás a szabadidejéről. Rostás Ilona társszerzővel. Budapest : Athenaeum Nyomda és Kiadó Rt., 1940. p. Különlenyomat a Munkaügyi Szemléből: 1940 : 5-6.
- A munkapiac helyzete a munkaközvetítés reformja előtt. Budapest, 1941.
- Reitzer Béla válogatott írásai / [szerk. és a bevezetőt írta Lengyel András ; [közread. az] Országos Közművelődési Központ. Budapest : OKK, 1986 [!1987] 2 db. (Szociográfiai munkafüzetek / Országos Közművelődési Központ, 0237-2479) Oktatási segédanyag. ISBN 963-651-325-2

### Fordítások
- Alexander von Gleichen-Russwurm: A barokk. Ford. Radnóti Miklóssal. Budapest : Athenaeum, [1940]. 308 p., 8 t. Ill.[7]
- Max Silberschmidt: Lincolntól Rooseveltig : hogyan lett az USA világhatalom. (Der Aufstieg der Vereingten Staaten von Amerika zur Weltmacht). Ford. Horváth Zoltánnal. [Budapest] : Barkóczy, [1943?] 468 p.

## Külső hivatkozások
- Reitzer Béla érettségi képe, Bibó István barátja
- Reitzer Béla 1940 körül
- MÉL
- Szegedi Fiatalok Művészeti Kollégiuma

## Lásd még
- Szegedi Pszichológiai Intézet